# Studebaker
Studebaker a fost o companie de automobile care a fost finanțată în 1851, unde a produs vagoane trase de cai până în 1905 când a început să producă automobile. Compania a dat faliment în 1969 și a fost apoi fuzionată cu AMC. În 1954, compania a cumpărat Packard, iar compania a fost redenumită în Studebaker-Packard Corporation. În prezent, compania face parte din Stellantis.

## Istoric
Compania producea prima dată vagoane în 1851 și în acel an au fost vândute în jur de 5.000 de vagoane. La acea vreme, compania avea destul succes și aproximativ 105 lucrau la companie. În 1905 au fost vândute în jur de 89.000 de vagoane și Studebaker a decis să înceteze producția de vagoane pentru a începe să producă automobile. Aproximativ 100.000 de vehicule au fost vândute în toată lumea până în 1928. În 1938, aproximativ 300.000 de automobile au fost produse și vândute în întreaga lume. În 1941, compania a început să producă camionul militar Studebaker US6, care și-a încheiat producția în 1946.
În 1954, compania a cumpărat Packard, iar compania a fost redenumită Studebaker-Packard Corporation. Compania a cumpărat, de asemenea, o cotă de 56% de la Mercedes. În 1969, compania a dat faliment și a fost fuzionată cu AMC, care a fost o companie concurentă până în 1968. În Europa, unde au fost vândute aproximativ 500.000 de vehicule Studebaker și Packard până în 1968, numele Studebaker a fost păstrat până în 1975. Compania face parte în prezent din Stellantis după ce AMC a fost cumpărată de Chrysler. Stellantis se gândește să readucă numele Studebaker, dar în prezent nu a avut loc nicio acțiune.

## Modele
- Studebaker US6 (1941-1946)
- Studebaker GN Series (1929–1930)
- Studebaker S Series (1930–1934)
- Studebaker T Series (1934–1936)
- Studebaker W Series (1934–1936)
- Studebaker J Series (1937)
- Studebaker Coupe Express (1937–1939)
- Studebaker K Series (1938–1940)
- Studebaker M Series (1941–1942, 1945, 1946–1948)
- Studebaker M29 Weasel (1942–1945)
- Studebaker 2R Series (1949–1953)
- Studebaker 3R Series (1954)
- Studebaker E Series Truck (1955–1964)
- Studebaker Transtar (1956–1958, 1960–1964)
- Studebaker Champ (1960–1975)
- Studebaker Zip Van (1964)
- M35 2-1/2 ton cargo truck (1950s-1964)
- Studebaker Electric (1902–1912)
- Studebaker-Garford (1904–1911)
- Studebaker Six (1911–1918)
- Studebaker Light Four (1918–1920)
- Studebaker Big Six (1918–1927)
- Studebaker Special Six (1918–1927)
- Studebaker Light Six (1918–1927)
- Studebaker Commander (1927–1935, 1937–1958, 1964–1975)
- Studebaker President (1928–1942, 1955–1958)
- Studebaker Dictator/Director (1927–1975)
- Studebaker Champion (1939–1958)
- Studebaker Land Cruiser (1934–1954)
- Studebaker Conestoga (1954–1955)
- Studebaker Speedster (1955)
- Studebaker Scotsman (1957–1958)
- Hawk series:
  - Studebaker Golden Hawk (1956–1958)
  - Studebaker Silver Hawk (1957–1959)
  - Studebaker Sky Hawk (1956)
  - Studebaker Flight Hawk (1956)
  - Studebaker Power Hawk (1956)
  - Studebaker Hawk (1960–1961)
  - Studebaker Gran Turismo Hawk (1962–1964)
- Studebaker Lark (1959–1966)
- Studebaker Avanti (1962–1964)
- Studebaker Wagonaire (1963–1966)